# Campionati europei juniores di biathlon 2018
I Campionati europei juniores di biathlon 2018 sono la 3ª edizione della manifestazione. Si sono svolti a Pokljuka, in Repubblica Ceca, dal 31 gennaio al 4 febbraio 2018.
I campionati costituiscono una tappa del circuito di IBU Junior Cup, il circuito giovanile del biathlon mondiale, per il quale assegnano punti; ne consegue che possano iscriversi anche atleti non europei; la classifica del campionato viene poi stilata considerando solamente gli atleti europei iscritti, mentre quella della gara è valevole per le classifiche del circuito cadetto.

## Podi

### Uomini
| Evento              | Oro                    | Tempo   | Argento                | Tempo   | Bronzo                    | Tempo   |
| 10 km sprint        | Igor Malinovskii       | 30:10.0 | Said Karimulla Khalili | 30:13.7 | Bogdan Tsymbal            | 30:23.0 |
| 12.5 km insegumento | Igor Malinovskii       | 35:41.0 | Bogdan Tsymbal         | 35:42.8 | Martin Perrillat-Bottonet | 35:49.6 |
| 15 km individuale   | Said Karimulla Khalili | 41:36.7 | Vasiliy Tomshin        | 42:40.4 | Vítězslav Hornig          | 43:17.0 |

### Donne
| Evento              | Oro                 | Tempo   | Argento         | Tempo   | Bronzo              | Tempo   |
| 7,5 km sprint       | Valeriya Vasnetcova | 25:12.2 | Polina Shevnina | 25:33.1 | Sophie Chauveau     | 25:50.8 |
| 10 km inseguimento  | Polina Shevnina     | 36:22.4 | Elvira Öberg    | 36:53.8 | Sophie Chauveau     | 37:01.3 |
| 12.5 km individuale | Tamara Steiner      | 42:10.3 | Amy Baserga     | 42:24.1 | Valeriya Vasnetcova | 42:57.3 |

### Misti
| Evento          | Oro     | Tempo     | Argento  | Tempo     | Bronzo      | Tempo     |
| Single Mixed    | Francia | 43:15.9   | Slovenia | 43:35.2   | Bielorussia | 43:44.6   |
| Staffetta Mista | Russia  | 1:15:32.0 | Italia   | 1:17:51.0 | Polonia     | 1:18:45.7 |

## Medagliere
| Pos.   | Nazione     | Oro | Argento | Bronzo | Totale |
| ------ | ----------- | --- | ------- | ------ | ------ |
| 1      | Russia      | 6   | 3       | 1      | 10     |
| 2      | Austria     | 1   | 0       | 0      | 1      |
| 2      | Finlandia   | 1   | 0       | 0      | 1      |
| 4      | Ucraina     | 0   | 1       | 1      | 2      |
| 5      | Italia      | 0   | 1       | 0      | 1      |
| 5      | Slovenia    | 0   | 1       | 0      | 1      |
| 5      | Svezia      | 0   | 1       | 0      | 1      |
| 5      | Svizzera    | 0   | 1       | 0      | 1      |
| 9      | Francia     | 0   | 0       | 3      | 3      |
| 10     | Bielorussia | 0   | 0       | 1      | 1      |
| 10     | Rep. Ceca   | 0   | 0       | 1      | 1      |
| 10     | Polonia     | 0   | 0       | 1      | 1      |
| Totale | Totale      | 8   | 8       | 8      | 24     |